# Metzneria varennei
Metzneria varennei is een vlinder uit de familie tastermotten (Gelechiidae). De wetenschappelijke naam is voor het eerst geldig gepubliceerd in 1997 door Nel.
De soort komt voor in Europa.